# أوختروب
اكتروب (بالألمانية: Ochtrup) هي بلدة ألمانية تقع في ألمانيا في شتاينفورت (قضاء). يقدر عدد سكانها بـ 20,135 نسمة .

## المدن التوأمة
مدن فالفيردي ديل كامينو، فيالون، Estaires و سيا هي مدن توأمة لـاكتروب.

## أعلام
- نيلسون غونسالفيس دا كوستا
- غيريت ويغكامب